# Tullamore Phoenix
I Tullamore Phoenix sono stati una squadra di football americano, di Tullamore, in Irlanda.

## Storia
La squadra è stata fondata nel 2009 e ha vinto il torneo DV8 nel 2010 e nel 2011, per chiudere al termine della stagione 2013.

## Dettaglio stagioni

### Tornei nazionali

#### Campionato

##### IAFL
| Stagione | regular season | regular season | regular season | regular season | regular season | regular season | playoff | playoff | playoff | playoff | playoff | playoff   | playoff    |
|          | Vin            | Par            | Per            | Tot            | PF             | PS             | Vin     | Per     | Tot     | PF      | PS      | risultato | avversaria |
| -------- | -------------- | -------------- | -------------- | -------------- | -------------- | -------------- | ------- | ------- | ------- | ------- | ------- | --------- | ---------- |
| 2012     | 1              | 0              | 7              | 8              | 33             | 261            | -       | -       | -       | -       | -       | -         | -          |
| Totale   | 1              | 0              | 7              | 8              | 33             | 261            | -       | -       | -       | -       | -       |           |            |

Fonti: Enciclopedia del Football - A cura di Massimo Mezzetti

##### IAFL1 Conference
| Stagione | regular season | regular season | regular season | regular season | regular season | regular season | playoff | playoff | playoff | playoff | playoff | playoff   | playoff    |
|          | Vin            | Par            | Per            | Tot            | PF             | PS             | Vin     | Per     | Tot     | PF      | PS      | risultato | avversaria |
| -------- | -------------- | -------------- | -------------- | -------------- | -------------- | -------------- | ------- | ------- | ------- | ------- | ------- | --------- | ---------- |
| 2013     | 2              | 1              | 5              | 8              | 47             | 110            | -       | -       | -       | -       | -       | -         | -          |
| Totale   | 2              | 1              | 5              | 8              | 47             | 110            | -       | -       | -       | -       | -       |           |            |

Fonti: Enciclopedia del Football - A cura di Massimo Mezzetti

##### IAFA DV8 Development League
| Stagione | regular season | regular season | regular season | regular season | regular season | regular season | playoff | playoff | playoff | playoff | playoff | playoff   | playoff    |
|          | Vin            | Par            | Per            | Tot            | PF             | PS             | Vin     | Per     | Tot     | PF      | PS      | risultato | avversaria |
| -------- | -------------- | -------------- | -------------- | -------------- | -------------- | -------------- | ------- | ------- | ------- | ------- | ------- | --------- | ---------- |
| 2010     | 2              | 0              | 5              | 7              | 73             | 101            | -       | -       | -       | -       | -       | Campioni  | -          |
| 2011     | 5              | 0              | 1              | 6              | 163            | 36             | -       | -       | -       | -       | -       | Campioni  | -          |
| 2012     | 0              | 0              | 2              | 2              | 14             | 35             | -       | -       | -       | -       | -       | -         | -          |
| Totale   | 7              | 0              | 8              | 15             | 250            | 172            | -       | -       | -       | -       | -       |           |            |

Fonti: Enciclopedia del Football - A cura di Massimo Mezzetti

## Palmarès
- 2 DV8 Bowl (2010, 2011)